# Zbierka pospolita
Zbierka pospolita, frantka zębouda (Panurgus calcaratus) – gatunek samotnej pszczoły z rodziny pszczolinkowatych. 

## Wygląd
Długość 8-9 mm. Czarne, słabo owłosione ciało. Samiec wyróżnia się dużą w stosunku do reszty ciała głową. W skrzydle przednim dwie komórki submarginalne. Tylne udo samca z wystającym wyrostkiem. Czułki samców i zwykle również samic częściowo czerwonobrązowe.

## Biologia
Okres aktywności: lipiec – wrzesień. Gatunek oligolektyczny, samice zbierają pyłek z języczkowatych kwiatów roślin z rodziny astrowatych. Zbierająca pyłek samica "tarza się" w kwiecie, wskutek czego pyłek osadza się na jej ciele i dopiero stamtąd jest przenoszony do szczoteczek na tylnych nogach, w których jest transportowany do gniazda – to zachowanie jest szeroko rozpowszechnione w podrodzinie Panurginae. Zbierka pospolita gniazduje na terenach piaszczystych, zazwyczaj tworząc kolonie gniazd. Gatunek gromadny – kilka samic korzysta ze wspólnego wejścia do gniazda, ale nie współpracują ze sobą w opiece nad potomstwem. 